# رود سميث (لاعب كرة قدم أمريكية أمريكي)
رود سميث (بالإنجليزية: Rod Smith)‏ هو لاعب كرة قدم أمريكية أمريكي، ولد في 15 مايو 1970 في تيكساركانا في الولايات المتحدة.

## وصلات خارجية
- الموقع الرسمي
- رود سميث على موقع مرجع كرة القدم المحترفة.كوم (الإنجليزية)
- رود سميث على موقع قاعة كولورادو للمشاهير الرياضية (الإنجليزية)